# NGC 2685
NGC 2685 est une galaxie lenticulaire à anneau polaire située dans la constellation de la Grande Ourse. Elle est aussi connue sous le nom de galaxie de l'Hélice. NGC 2685 a été découverte par l'astronome allemand Wilhelm Tempel en 1882.

## Caractéristiques
La galaxie NGC 2685 présente une large raie HI et c'est une galaxie active de type Seyfert 2 dont le noyau très brillant occupe un espace restreint (RET, retired nucleus en anglais).

### Distance
Sa vitesse par rapport au fond diffus cosmologique est de 1 003 ± 9 km/s, ce qui correspond à une distance de Hubble de 14,8 ± 1,0 Mpc (∼48,3 millions d'al).
À ce jour, huit mesures non basées sur le décalage vers le rouge (redshift) donnent une distance de 13,050 ± 2,613 Mpc (∼42,6 millions d'al), ce qui est à l'intérieur des valeurs de la distance de Hubble. Puisque cette galaxie est relativement rapprochée du Groupe local, il est probable que cette valeur soit plus près de la distance réelle de NGC 2685. Notons que c'est avec la valeur moyenne des mesures indépendantes, lorsqu'elles existent, que la base de données NASA/IPAC calcule le diamètre d'une galaxie. 

### Morphologie
NGC 2685 a été utilisée par Gérard de Vaucouleurs comme une galaxie de type morphologique (R)SB0+ pec/PRG dans son atlas des galaxies,.
Cette galaxie dont la taille est d'environ 50 000 années-lumière présente un anneau fait de poussière, de gaz et d'étoiles qui est perpendiculaire au plan de son disque. Les propriétés observées de la galaxie suggèrent que cet anneau est remarquablement stable et âgé. On pense que cette configuration très rare proviendrait de la collision entre deux galaxies. Selon Allan Sandage, NGC 2685 est peut-être la galaxie la plus particulière du catalogue Shapley-Ames.

## Trou noir supermassif
Selon une étude publiée en 2009 et basée sur la vitesse interne de la galaxie mesurée par le télescope spatial Hubble, la masse du trou noir supermassif au centre de NGC 2685 serait comprise entre 1,6 et 11 millions de {\displaystyle M_{\odot }}.
Selon les auteurs d'un article publié en 2012, la connaissance de la masse d'un trou noir central et du taux d'accrétion par celui-ci permet d'estimer le taux de formation d'étoiles dans la région centrale des galaxies de type Seyfert. Ce taux pour NGC 2685 serait à l'intérieur et à l'extérieur d'un rayon de 1 kpc respectivement de 0,01 {\displaystyle M_{\odot }}/an  et de 0,11 {\displaystyle M_{\odot }}/an
.

## Galerie

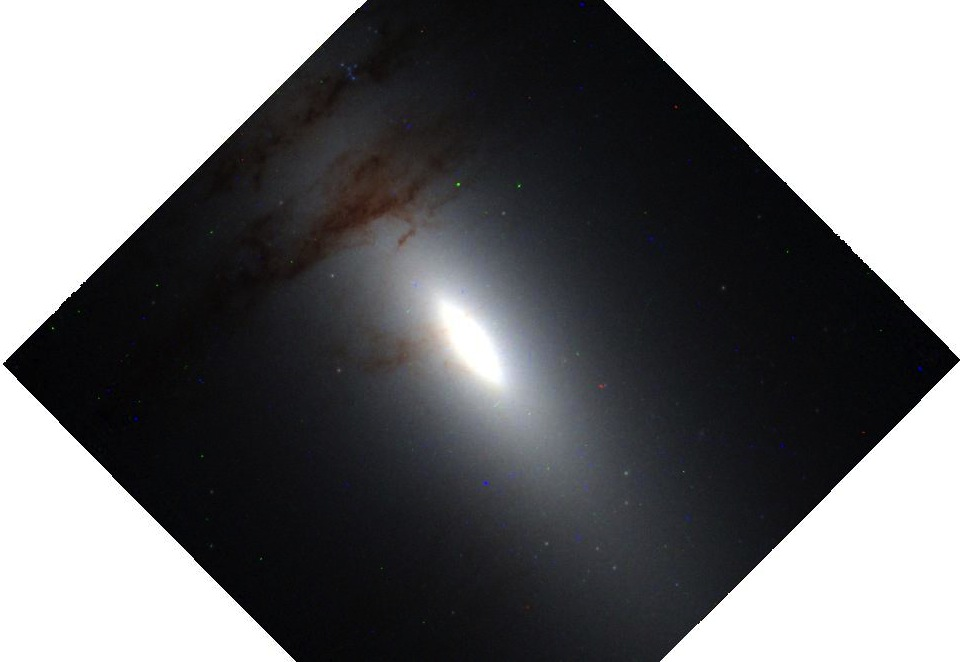
NGC 2685 par le télescope spatial Hubble.
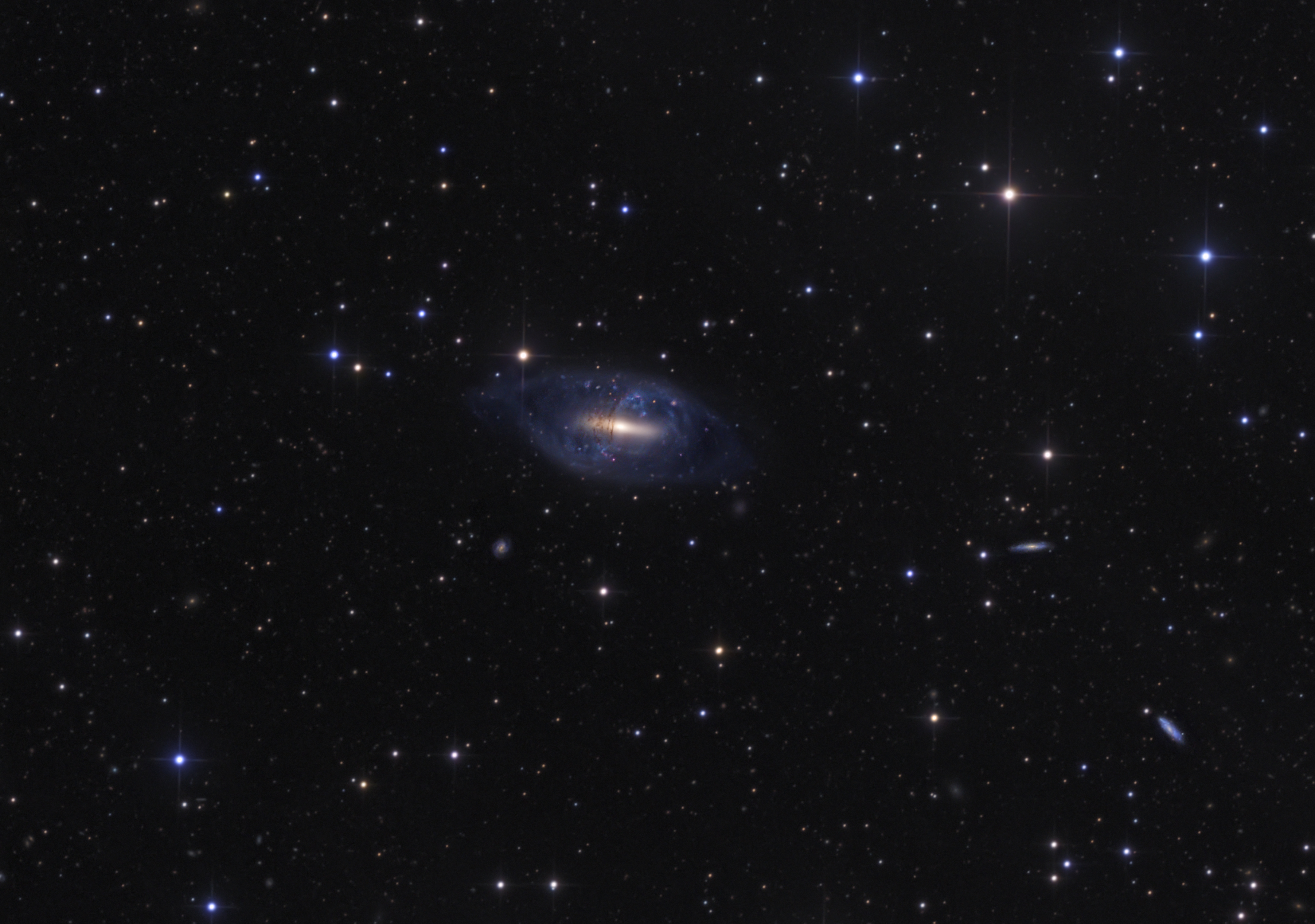
Par Ken Crawford
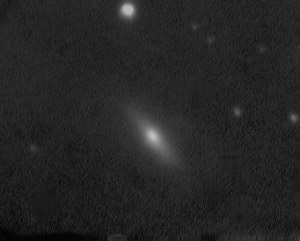
Par Odd Trondal.